# Page Miss Glory (film 1935)
Page Miss Glory è un film del 1935 diretto da Mervyn LeRoy.
È una commedia a sfondo musicale e romantico statunitense con Marion Davies, Pat O'Brien e Dick Powell. È basato sull'opera teatrale del 1934  Page Miss Glory di Joseph Shrank e Philip Dunning.

## Produzione
Il film, diretto da Mervyn LeRoy su una sceneggiatura di Delmer Daves e Robert Lord e un soggetto di Joseph Schrank e Phillip Dunning, fu prodotto da Marion Davies per la Warner Bros. e girato nei Warner Brothers Burbank Studios a Burbank, California, dal 2 aprile al 15 maggio 1935.

## Distribuzione
Il film fu distribuito negli Stati Uniti dal 7 settembre 1935 al cinema dalla Warner Bros.
Altre distribuzioni:
- in Francia il 28 novembre 1935 (Reine de beauté)
- in Danimarca il 13 giugno 1936 (Skaf en skønhedsdronning)
- in Portogallo il 29 aprile 1937 (Bela sem Senão)
- in Austria (3x läuten... 1x Liebe)
- in Austria (Park-Hotel)
- in Brasile (Divina Glória)
- in Spagna (Divina gloria)

### Promozione
Le tagline sono:
- AN ALL-STAR CAST in an ALL-STAR COMEDY RIOT!
- A Scinillating Frolic, Superb in Story and Romance (original ad)